# USS LST-127
O USS LST-127 foi um navio de guerra norte-americano da classe LST que operou durante a Segunda Guerra Mundial.